# 法月理栄
法月 理栄（のりづき りえ、1950年 - ）は、日本の漫画家。

## 経歴
1950年静岡県島田市に生まれる。東京デザインカレッジを卒業後に結婚、子育てが一段落したのを機に漫画を描き始める。デビュー作は『毎日小学生新聞』に連載された『たまご』。1978年に『利平さんとこのおばあちゃん』が第3回小学館新人コミック大賞・佳作を受賞し、1979年から『ビッグコミック』で同作が連載された。
2003年には富士山をモチーフにした静岡県の公式キャラクターふじっぴーを考案している。

## 作風
ほのぼのとした中にも活動的な主人公を描いた作品が主体である。

## 作品・連載・キャラクター
- たまご （毎日小学生新聞）
- 利平さんとこのおばあちゃん （小学館 ビッグコミック）
- きまぐれデイパック （小学館 ビッグコミック）
- ぼくらのアベちゃん （芳文社 まんがタイム）
- 岳さん （読売新聞社 ぴーぷる）
- 古道具のひとりごと （婦人生活社 やさしい手）
- コミュニティーしずおか(4コマ漫画)
- ふじっぴー （静岡県公式キャラクター）

## 単行本
- 法月理栄 『利平さんとこのおばあちゃん』 小学館〈ビッグコミックス〉、全2巻
  1. 1985年3月発売 婚礼
  2. 1985年5月発売 結び目
- 法月理栄 『利平さんとこのおばあちゃん』 エンターブレイン〈ビームコミックス〉、上下巻
  1. 2006年3月25日発売 上巻
  2. 2006年3月25日発売 下巻

## 出展
- 幻の東京デザインカレッジ漫画科展 2011年9月5日～9月10日 地球堂ギャラリー